# 안녕 자두야의 부제 목록
안녕 자두야의 부제 목록은 안녕 자두야의 단행본 목차와 동명의 만화를 애니메이션으로 제작한 화수별 나열이다.

## 만화
- 여기에 쓰여진 제목(부제)과 그 순서,띄어쓰기는 단행본을 기준으로 한다.
- 애니메이션은 애니메이션판을 말하는 것으로 한 예로 애니메이션 항목 밑에 1-1A라 쓰여있다면 이는 원작(단행본)의 해당편이 애니메이션판 시즌 1(2011년) 1화 A편(前편)으로 제작되었다는 뜻이다. 
  - 두 번째 예로 F1A이라 되어있다면 이는 원작(단행본)의 해당편이 2010년 초에 방영한 투니버스 파일럿판(안녕 자두야 스페셜)의 1화 A편으로 제작되었다는 뜻이다.
- 단행본 2~5권의 이야기들은 월간 파티와 부킹에,나머지 단행본의 이야기들은 월간 파티에서만 연재되었다.
- 연재일은 월간 파티와 부킹(~월초,~월 중순)에 개재된 시기를 말한다(다만 이 문서는 단행본 기준이므로 연재 순서와 시기가 정확하게 맞지 않을 수도 있다).
- 2권과 9권은 애니메이션화가 된 이야기가 없다.
- 17,18권은 월간 파티에 연재되지 않은 <특별편>이야기가 추가되었다.

### 1권
다음은 엄마는 단짝친구 1권의 단편 목록이다.
- 1998년 10월 18일 초판 발행
- 월간 파티에 연재되었다.
- 총 5편(12,13편은 하나로 합쳐저 정확히는 4편)이 애니메이션화되었다.

| 순서 | 제목(부제)             | 연재일      | 애니메이션 | 비고  |
| ---- | ---------------------- | ----------- | ---------- | ----- |
| 1    | 생활계획표             | 1997년 9월  | 1-1A       | [ 1 ] |
| 2    | 응가와 목욕            | 1997년 10월 | 1-4A       | [ 2 ] |
| 3    | 가을 운동회            | 1997년 11월 | 2-2A       |       |
| 4    | 애기의 크리스마스      | 1997년 12월 | 3-7A       | [ 3 ] |
| 5    | 불우이웃을 도웁시다!   | 1998년 1월  | 2-3A       |       |
| 6    | 엄마와 한판승(1)       | 1998년 2월  | 1-7B       |       |
| 7    | 엄마와 한판승(2)       | 1998년 3월  | 1-7B       |       |
| 8    | 좋으면 좋다고 말을 해! | 1998년 4월  | 1-4A       | [ 4 ] |
| 9    | 어버이날 선물 대소동   | 1998년 5월  | 1-19A      |       |
| 10   | 내 짝궁                | 1998년 6월  | 2-25A      |       |
| 11   | 엄마의 빈자리          | 1998년 7월  | 1-12B      | [ 5 ] |
| 12   | 외할머니댁에 가다(1)   | 1998년 8월  | 1-6A       | [ 6 ] |
| 13   | 외할머니댁에 가다(2)   | 1998년 9월  | 1-6A       | [ 7 ] |
| 14   | 자매전쟁               | 1998년 10월 | 1-5A       | [ 8 ] |

### 2권
다음은 엄마는 단짝친구 2권 단편 목록이다.
- 1999년 4월 15일 초판 발행
- 월간 파티와 부킹에 연재되었다.

| 순서 | 제목(부제)                         | 연재일          | 애니메이션 | 비고  |
| ---- | ---------------------------------- | --------------- | ---------- | ----- |
| 1    | 컬러 TV 소동                       | 1998년 11월     |            |       |
| 2    | 자두네집 월동준비                  | 1998년 12월     |            |       |
| 3    | 엄마,내 세벳돈 어디 갔어요?        | 1999년 1월      | F1B        |       |
| 4    | 장발장의 첫사랑(전편)              | 1999년 1월 초   |            |       |
| 5    | 장발장의 첫사랑(후편)              | 1999년 1월 중순 | 1-2A       | [ 9 ] |
| 6    | 극장구경                           | 1999년 2월      |            |       |
| 7    | 자두의 보람찬(?) 겨울방학          | 1999년 2월 초   |            |       |
| 8    | 자두와 프로이드 할아버지           | 1999년 2월 중순 |            |       |
| 9    | 아빠,힘내세요!                     | 1999년 3월      |            |       |
| 10   | 야구가 좋아요                      | 1999년 3월 중순 |            |       |
| 11   | 우리 같이 화장실에서 피리를 불어요 | 1999년 4월      | 3-13B      |       |

### 3권
다음은 엄마는 단짝친구 3권 단편 목록이다.
- 1999년 8월 15일 초판 발행
- 월간 파티와 부킹에 연재되었다.
- 총 3편(10,11편은 하나로 합쳐저 정확히는 2편)이 애니메이션화되었다.

| 순서 | 제목(부제)                                     | 연재일          | 애니메이션 | 비고   |
| ---- | ---------------------------------------------- | --------------- | ---------- | ------ |
| 1    | '육백만불의 사나이'와 '육십만원 정도의 꼬맹이' | 1999년 3월 초   |            |        |
| 2    | 아빠! 사고치다!!                               | 1999년 4월 초   | 1-9A       |        |
| 3    | 엄마의 사각모                                  | 1999년 4월 중순 |            |        |
| 4    | 자두의 몸에도 봄이 왔어요?!                    | 1999년 5월      |            |        |
| 5    | 우리 고모가 간첩?                              | 1999년 5월 초   |            |        |
| 6    | 수두마마 납신다!!                              | 1999년 5월 중순 |            |        |
| 7    | 바늘 도둑이 소도둑 된다?!                      | 1999년 6월      |            |        |
| 8    | 엄마의 춤바람?                                 | 1999년 6월 초   | 2-30A      |        |
| 9    | 아빠는 참새 사냥꾼                             | 1999년 6월 중순 |            |        |
| 10   | 그런 슬픈 눈으로 나를 보지 말아요(上)          | 1999년 7월      | 1-16A      | [ 10 ] |
| 11   | 그런 슬픈 눈으로 나를 보지 말아요(下)          | 1999년 7월 초   | 1-16A      |        |
| 12   | 나의 아름다운 불량식품                         | 1999년 7월 중순 |            |        |
| 13   | 어린날의 호기심                                | 1999년 8월      |            |        |
| 14   | 일일공부·장학교실                              | 1998년 8월 초   |            |        |

### 4권
다음은 엄마는 단짝친구 4권의 단편 목록이다.
- 2000년 2월 15일 초판 발행
- 월간 파티(1999년 10월~2000년 2월)와 부킹(1999년 8월 중순~9월 중순,10월 중순~2000년 2월 초)에 연재되었다.
- 총 2편이 애니메이션화되었다.

| 순서 | 제목(부제)                                     | 애니메이션 | 비고   |
| ---- | ---------------------------------------------- | ---------- | ------ |
| 1    | 착해지긴 너무 힘들어~                          | 1-10B      |        |
| 2    | 자두가 술독에 빠진 날                          |            |        |
| 3    | 여름 풍경                                      |            |        |
| 4    | 라면 이야기                                    |            |        |
| 5    | '구미호'와 '천년호' 그리고 '얼굴 없는 미녀'…?? |            |        |
| 6    | 자두! 또 다시 돈 밝히다!(1)                    |            |        |
| 7    | 자두! 또 다시 돈 밝히다!(2)                    |            |        |
| 8    | 17년 후의 크리스마스                           |            |        |
| 9    | 산타 할아버지 오신대요~♬                       |            |        |
| 10   | 연탄가스 대사건                                |            |        |
| 11   | 겨울엔 뜨개질을 합시다♡                        |            |        |
| 12   | 내 친구 매미                                   | 1-8B       | [ 11 ] |
| 13   | 엄마의 민간 처방                               | 2-12A      |        |
| 14   | 평양 박치기                                    |            |        |
| 15   | 딸기의 꿈                                      | 2-12B      | [ 12 ] |
| 16   | 팔월이라 한가위는~♬                            |            |        |

### 5권
다음은 엄마는 단짝친구 5권의 단편 목록이다.
- 2000년 8월 25일 초판 발행
- 월간 파티와 부킹에 연재되었다.
- 총 3편이 애니메이션화되었다.

| 순서 | 제목(부제)                 | 연재일          | 애니메이션 | 비고   |
| ---- | -------------------------- | --------------- | ---------- | ------ |
| 1    | 아빠! 쥐 잡아 줘~!!        | 2000년 2월 중순 |            |        |
| 2    | 그게 아마 첫사랑…          | 2000년 3월      | 2-20A      |        |
| 3    | 아빠, 영구되다!!           | 2000년 3월 초   |            |        |
| 4    | 엄마와 제비                | 2000년 3월 중순 |            |        |
| 5    | 가정 예배 보는 날          | 2000년 4월      |            |        |
| 6    | 아기다리고기다리던(?) 소풍 | 2000년 4월 초   | 2-7A       |        |
| 7    | 스카이 콩콩 대소동         | 2000년 4월 중순 | 2-2A       | [ 13 ] |
| 8    | 선생님! 빨리 돌아오세요~   | 2000년 5월      | 1-18A      | [ 14 ] |
| 9    | 나는 왼손잡이야~           | 2000년 5월 초   |            |        |
| 10   | 안녕, 곰돌아…              | 2000년 5월 중순 |            |        |
| 11   | 똥이 김선돌                | 2000년 6월      | F1A        |        |
| 12   | 자두가 도둑이라구~?!       | 2000년 6월 초   | 1-2B       |        |
| 13   | 혼분식을 하자!             | 2000년 6월 중순 |            |        |
| 14   | 우리도 커피가 먹고 싶어요~ | 2000년 7월      |            |        |
| 15   | 아름다운 시절              | 2000년 8월      | 3-11A      |        |

### 6권
다음은 엄마는 단짝친구 6권의 단편 목록이다.
- 2001년 9월 25일 초판 발행
- 월간 파티에 연재되었다.
- 엄마 없는 하늘 아래(1,2편이 합쳐저 사실상 1편)가 애니메이션화되었다.

| 순서 | 제목(부제)                     | 연재일      | 애니메이션 | 비고   |
| ---- | ------------------------------ | ----------- | ---------- | ------ |
| 1    | 자두,또다시 똥봉변…?           | 2000년 9월  |            |        |
| 2    | 상상만 하면 돼!!               | 2000년 10월 |            |        |
| 3    | 그 해 겨울은 따뜻했네…         | 2000년 11월 |            |        |
| 4    | 엄마 없는 하늘 아래…(1)        | 2000년 12월 | 1-5B       |        |
| 5    | 엄마 없는 하늘 아래…(2)        | 2001년 1월  | 1-5B       | [ 15 ] |
| 6    | 엄마! 나도 침대 사줘요~!!      | 2001년 2월  | 2-15B      |        |
| 7    | 수상하고 불길한 꽃놀이         | 2001년 3월  |            |        |
| 8    | 애기에게 무슨 일이 일어났는가- | 2001년 4월  |            |        |
| 9    | 오빠부대                       | 2001년 5월  |            |        |
| 10   | 등화관제 훈련?                 | 2001년 6월  |            |        |
| 11   | 우물귀신                       | 2001년 9월  |            |        |

### 7권
다음은 엄마는 단짝친구 7권의 단편 목록이다.
- 2002년 9월 25일 초판 발행
- 월간 파티에 연재되었다.
- '축구를 합시다'가 애니메이션화되었다.

| 순서 | 제목(부제)                      | 연재일      | 애니메이션 | 비고   |
| ---- | ------------------------------- | ----------- | ---------- | ------ |
| 1    | 미션 임파서블!!―여름방학 숙제!! | 2001년 10월 | 2-10B      |        |
| 2    | 자두네 집 수해나다!!            | 2001년 11월 | 2-22B      |        |
| 3    | OLD IS BUT GOOD IS              | 2001년 12월 |            |        |
| 4    | 별명                            | 2002년 1월  |            |        |
| 5    | 온돌방의 추억                   | 2002년 2월  |            |        |
| 6    | 이번엔 할머니?!!                | 2002년 3월  | 1-16B      | [ 16 ] |
| 7    | 꽃 따러 갈 때는…                | 2002년 4월  | 1-4A       | [ 17 ] |
| 8    | 전화 이야기                     | 2002년 5월  |            |        |
| 9    | 축구를 합시다!!                 | 2002년 6월  | 1-3A       | [ 18 ] |
| 10   | 엄마! 제발 말로 하세요~!        | 2002년 7월  |            |        |
| 11   | 질풍의 여름방학                 | 2002년 9월  |            |        |

### 8권
다음은 엄마는 단짝친구 8권의 목록이다.
- 2003년 10월 25일 초판 발행
- 월간 파티에 연재되었다.
- 시즌1은 '미미의 봄'이, 시즌2는 봤다, 안 봤다?!가 애니메이션화되었다.

| 순서     | 제목(부제)                 | 연재일      | 애니메이션 | 비고   |
| -------- | -------------------------- | ----------- | ---------- | ------ |
| 1        | 새 학기 전날               | 2002년 10월 | 1-4A       | [ 19 ] |
| 2        | 봤다, 안 봤다?!            | 2002년 11월 | 2-8B       |        |
| 3        | 이를 잡자!                 | 2002년 12월 | F2B        | [ 20 ] |
| 4        | 미미의 봄                  | 2003년 1월  | 1-15A      |        |
| 5        | 우물 속에 사는 아이        | 2003년 2월  |            |        |
| 6        | 25년 전…어느 여름날의 하루 | 2003년 3월  |            |        |
| 7        | 추석괴담(?)                | 2003년 4월  |            |        |
| 8        | 벌의 복수를 조심해!!       | 2003년 5월  |            |        |
| 9        | 겨울이 왔어요!             | 2003년 6월  |            |        |
| 10       | 방안에 화장실(?)           | 2003년 7월  |            |        |
| 11       | 미래의 세계(?)             | 2003년 8월  |            |        |
| 스페셜편 | 잃어버린 것을 찾아서…      | 2003년 9월  |            |        |

### 9권
다음은 엄마는 단짝친구 9권의 단편 목록이다.
- 2005년 4월 25일 초판 발행
- 월간 파티에 연재되었다(2003년 10월~2005년 4월).
- 시즌2에서 비닐우산의 노래가 애니메이션화되었다.

| 순서 | 제목(부제)             | 애니메이션 | 비고   |
| ---- | ---------------------- | ---------- | ------ |
| 1    | 공포의 불주사          | 2-23B      |        |
| 2    | 겨울의 맛              |            |        |
| 3    | 한강 다리 잔혹사?      |            |        |
| 4    | 미미에게만 있는 것     |            |        |
| 5    | 과일의 왕 바나나??     | 2-25B      |        |
| 6    | 지우고 싶은 순간       |            |        |
| 7    | 유리겔라 초능력 대소동 |            |        |
| 8    | 비닐우산의 노래        | 2-3B       |        |
| 9    | 설날의 손님            |            |        |
| 10   | 113 수사본부           |            |        |
| 11   | 한강다리 잔혹사 II     |            |        |
| 11   | 올챙이와 개구리        | 1-5A       | [ 22 ] |

### 10권
다음은 엄마는 단짝친구 10권의 단편 목록이다.
- 2006년 4월 25일 초판 발행
- 월간 파티에 연재되었다.
- 총 7편(10,11편은 합쳐저 정확히는 6편)이 애니메이션화되어 가장 많은 애니메이션화가 된 이야기가 들어있는 단행본이다.

| 순서 | 제목(부제)                             | 연재일      | 애니메이션 | 비고   |
| ---- | -------------------------------------- | ----------- | ---------- | ------ |
| 1    | 최고의 선물                            | 2005년 5월  | 1-19A      |        |
| 2    | 자두…게임 폐인 되다!!                  | 2005년 6월  | 1-12A      | [ 23 ] |
| 3    | 엄마와 병아리                          | 2005년 7월  | 1-7A       | [ 24 ] |
| 4    | 우리 할아버지 귀신                     | 2005년 8월  |            |        |
| 5    | 엄마 VS 아빠                           | 2005년 9월  | 1-1B       | [ 25 ] |
| 6    | 패션 80's                              | 2005년 10월 |            |        |
| 7    | 내가 좋아하는 냄새?                    | 2005년 11월 |            |        |
| 8    | 자두가 춘향이 된 사연은?               | 2005년 12월 | 1-11B      |        |
| 9    | 친구의 집은 어디일까?                  | 2006년 1월  |            |        |
| 10   | <미션 임파서블!!> 세벳돈을 지켜라!!(1) | 2006년 2월  | F1B        |        |
| 11   | <미션 임파서블!!> 세벳돈을 지켜라!!(2) | 2006년 3월  | F1B        |        |
| 12   | 남들 다 하는 과외(?)                   | 2006년 4월  | 1-9B       |        |

### 11권
다음은 엄마는 단짝친구 11권의 단편 목록이다.
- 2007년 4월 25일 초판 발행
- 월간 파티에 연재되었다.
- 총 세 편이 애니메이션화되었다.

| 순서 | 제목(부제)                            | 연재일      | 애니메이션 | 비고   |
| ---- | ------------------------------------- | ----------- | ---------- | ------ |
| 1    | '바보' 영길이                         | 2006년 5월  |            |        |
| 2    | 10살의 키스                           | 2006년 6월  |            |        |
| 3    | 보조개가 갖고 싶어♡                   | 2006년 7월  | 1-11A      | [ 26 ] |
| 4    | 막내동생                              | 2006년 8월  |            |        |
| 5    | 복이 깃든 장롱                        | 2006년 9월  |            |        |
| 6    | 자두네 극단!! 대 열연!!               | 2006년 10월 |            |        |
| 7    | 그 땐 왜 그렇게 안경이 쓰고 싶었을까? | 2006년 11월 | 2-27A      |        |
| 8    | 새해의 소원                           | 2006년 12월 |            |        |
| 9    | 밸런타인 초콜렛은 누구에게로?         | 2007년 1월  | 1-13A      |        |
| 10   | 꾀병의 날                             | 2007년 2월  | F2A        |        |
| 11   | 연탄가게 아가씨                       | 2007년 3월  | 1-19B      |        |
| 12   | 가난의 추억                           | 2007년 4월  |            |        |

### 12권
다음은 엄마는 단짝친구 12권의 단편 목록이다.
- 2008년 9월 25일 초판 발행
- 월간 파티에 연재되었다.
- '콩나물 도둑'이 애니메이션화되었다.

| 순서 | 제목(부제)                   | 연재일      | 애니메이션 | 비고   |
| ---- | ---------------------------- | ----------- | ---------- | ------ |
| 1    | 엄마의 보물                  | 2007년 5월  |            |        |
| 2    | 콩나물 도둑                  | 2007년 6월  | F2B        |        |
| 3    | 봉숭아물 들이기 너무 힘들어! | 2007년 7월  | 2-20A      |        |
| 4    | 꿈(?)은 이루어진다!!!        | 2007년 8월  |            |        |
| 5    | 역지사지(易地思之)           | 2007년 9월  | 1-5A       | [ 27 ] |
| 6    | 음식은 골고루!!              | 2007년 10월 |            |        |
| 7    | 추억의 로라장                | 2007년 11월 |            |        |
| 8    | 나도 화장하고 싶어요♡        | 2007년 12월 |            |        |
| 9    | 우유가 싫어요!!              | 2008년 1월  | 2-24A      |        |
| 10   | 누나들에게 맡겨 줘~♡         | 2008년 2월  | 2-5A       | [ 28 ] |
| 11   | 내 다리 내놔(2)              | 2008년 3월  |            |        |
| 12   | 최초의 친구                  | 2008년 5월  |            |        |

### 13권
다음은 엄마는 단짝친구 13권의 단편 목록이다.
- 2009년 5월 25일 초판 발행
- 월간 파티에 연재되었다.
- 총 8편(시즌1에서 9,10화는 합쳐저 정확히는 4편, 시즌2에서는 5,6화는 합쳐져 정확히는 2편)이 애니메이션화되었다.

| 순서 | 제목(부제)         | 연재일      | 애니메이션 | 비고   |
| ---- | ------------------ | ----------- | ---------- | ------ |
| 1    | 아빠의 선물        | 2008년 6월  | 2-26A      |        |
| 2    | 엄마… 안녕…!!(1)   | 2008년 7월  | 1-20A      |        |
| 3    | 엄마… 안녕…!!(2)   | 2008년 8월  | 1-20B      |        |
| 4    | 엄마의 사과        | 2008년 9월  | 1-3B       | [ 29 ] |
| 5    | 비극의 가을소풍(1) | 2008년 10월 | 2-7A       |        |
| 6    | 비극의 가을소풍(2) | 2008년 11월 | 2-7A       |        |
| 7    | 절약의 끝은…?      | 2008년 12월 |            |        |
| 8    | 환상 속의 그대     | 2009년 1월  |            |        |
| 9    | 기묘한 이야기(1)   | 2009년 2월  | 1-18B      |        |
| 10   | 기묘한 이야기(2)   | 2009년 3월  | 1-18B      | [ 30 ] |
| 11   | 성탄절 연극 소동   | 2009년 4월  | 1-17A      |        |
| 12   | 현금동자           | 2009년 5월  | 2-5A       |        |

### 14권
다음은 엄마는 단짝친구 14권의 단편 목록이다.
- 2010년 6월 25일 초판 발행
- 월간 파티에 연재되었다.
- 총 4편(1,2화는 합쳐저 정확히는 3편)이 애니메이션화되었다.

| 순서 | 제목(부제)                            | 연재일      | 애니메이션 | 비고   |
| ---- | ------------------------------------- | ----------- | ---------- | ------ |
| 1    | 삼각관계(1)                           | 2009년 6월  | 1-14B      |        |
| 2    | 삼각관계(2)                           | 2009년 7월  | 1-14B      | [ 31 ] |
| 3    | 오늘이 바로 그 날!!                   | 2009년 8월  |            |        |
| 4    | 너무나 아픈(?) 여름 피서              | 2009년 9월  |            |        |
| 5    | 엄마! 내 '프라이버시'를 지켜 주세요!! | 2009년 10월 | 1-4B       | [ 32 ] |
| 6    | 살이 찌는 꿈(?)                       | 2009년 11월 |            |        |
| 7    | 책임져!!                              | 2009년 12월 |            |        |
| 8    | 우리 엄마는 귀신?                     | 2010년 1월  |            |        |
| 9    | 기인우천(起人憂天)                    | 2010년 2월  |            |        |
| 10   | 얼지 마, 죽지 마, 부활할 거야.        | 2010년 3월  |            |        |
| 11   | 나도 오빠가 있었으면 좋겠다…          | 2010년 4월  | 1-13B      | [ 33 ] |
| 12   | 엄마가 좋아하는 것?                   | 2010년 6월  |            |        |

### 15권
다음은 엄마는 단짝친구 15권 단편 목록이다.
- 2011년 6월 25일 초판 발행
- 월간 파티에 연재되었다.
- 시즌 2에서 총 6편(1,2화, 9,10화는 합해서 총 4편) 애니메이션화되었다.

| 순서 | 제목(부제)                     | 연재일      | 애니메이션 | 비고   |
| ---- | ------------------------------ | ----------- | ---------- | ------ |
| 1    | 우리가 바라는 아빠(1)          | 2010년 7월  | 2-7B       |        |
| 2    | 우리가 바라는 아빠(2)          | 2010년 8월  | 2-7B       |        |
| 3    | 미미의 반전(反戰)              | 2010년 10월 |            |        |
| 4    | 엄마가 학교에 오는 게 싫어요!! | 2010년 11월 |            | [ 34 ] |
| 5    | 땅을 보고 걸어요~!!            | 2010년 12월 |            |        |
| 6    | 편식을 고치는 방법에 대하여…   | 2011년 1월  | 2-24B      |        |
| 7    | 가난이여~ 제발 안녕!!          | 2011년 2월  | 2-11A      |        |
| 8    | 치즈의 추억                    | 2011년 3월  |            |        |
| 9    | 엄마 아빠의 결혼기념일 소동(1) | 2011년 4월  | 2-21A      |        |
| 10   | 엄마 아빠의 결혼기념일 소동(2) | 2011년 5월  | 2-21A      |        |
| 11   | 연탄불 갈기는 너무 어려워…!    | 2011년 6월  |            |        |

### 16권
다음은 엄마는 단짝친구 15권의 단편 목록이다.
- 2012년 4월 25일 초판 발행
- 월간 파티에 연재되었다.
- 15권까지 유지해오던 기존의 표지 스타일이 싹 바뀌었다.

| 순서 | 제목(부제)            | 연재일      | 애니메이션 | 비고   |
| ---- | --------------------- | ----------- | ---------- | ------ |
| 1    | 내 사랑의 방해자!!(1) | 2011년 7월  | 2-9B       | [ 35 ] |
| 2    | 내 사랑의 방해자!!(2) | 2011년 7월  | 2-9B       | [ 36 ] |
| 3    | 초대받지 못한 손님    | 2011년 8월  |            |        |
| 4    | 건강에 좋대요!        | 2011년 9월  | 2-27B      |        |
| 5    | 넌 내게 반했어♡       | 2011년 10월 | 2-4A       |        |
| 6    | 잘못된 만남(1)        | 2011년 11월 | 2-4B       |        |
| 7    | 잘못된 만남(2)        | 2011년 12월 | 2-4B       |        |
| 8    | 럭키 보이(LUCKY BOY)  | 2012년 1월  |            |        |
| 9    | 청국장의 역습         | 2012년 2월  |            |        |
| 10   | 신발이 없는 아이      | 2012년 3월  | 3-4B       |        |
| 11   | 말괄량이 길들이기     | 2012년 4월  | 3-12A      |        |

### 17권
다음은 엄마는 단짝친구 17권의 단편 목록이다.
- 2012년 9월 25일 초판 발행
- 월간 파티에 연재되었다.
- 이 단행본에 실린 이야기부터는 한 달에 두번 연재되었다.
- 월간 파티에 연재되지 않은 <특별편>이 추가되었다.
- 시즌 3에서 '뷔페 전쟁'이 애니메이션화되었다.

| 순서 | 제목(부제)                      | 연재일     | 애니메이션 | 비고             |
| ---- | ------------------------------- | ---------- | ---------- | ---------------- |
| 1    | 누룽지와 똥팔이(1)              | 2012년 5월 |            |                  |
| 2    | 누룽지와 똥팔이(2)              | 2012년 5월 |            |                  |
| 3    | 신체검사 하는 날은 조심하세요~! | 2012년 6월 |            |                  |
| 4    | 엄마의 아르바이트               | 2012년 6월 | 4-7A       | align="center"\| |
| 5    | 가문의 영광                     | 2012년 7월 |            |                  |
| 6    | 우리 애기는 '몬도가네'…?        | 2012년 8월 |            |                  |
| 7    | 체력장 연습은 하지 마세요~!     | 2012년 7월 |            |                  |
| 8    | 뛰는 놈 위에 나는 놈(?)         | 2012년 8월 | 2-10A      |                  |
| 9    | 뷔페의 전설!!                   | 2012년 9월 | 3-1A       |                  |
| 10   | 백구 이야기                     | 2012년 9월 |            |                  |
| 11   | 그녀가 딱지를 모으는 이유       | 특별편     |            |                  |

### 18권
다음은 엄마는 단짝친구 18권의 단편 목록이다.
- 2013년 3월 25일 초판 발행
- 월간 파티에 연재되었다.

| 순서 | 제목(부제)        | 연재일      | 애니메이션 | 비고   |
| ---- | ----------------- | ----------- | ---------- | ------ |
| 1    | 사차원 패밀리     | 2012년 10월 |            |        |
| 2    | 누룽지 이야기     | 2012년 10월 | 3-13A      |        |
| 3    | 광속 스캔들♡      | 2012년 12월 |            |        |
| 4    | 엄마의 다이어트   | 2012년 11월 |            | [ 37 ] |
| 5    | 딸기가 좋아♡      | 2012년 11월 | 3-6A       |        |
| 6    | COMEBACK HOME♡    | 2012년 12월 |            |        |
| 7    | 그 겨울의 찻집    | 2013년 1월  |            |        |
| 8    | MAGIC OR GAG? (1) | 2013년 1월  | 3-6B       |        |
| 9    | MAGIC OR GAG? (2) | 2013년 2월  | 3-6B       | [ 38 ] |
| 10   | 나도 인삼 줘-!    | 2013년 2월  |            |        |
| 11   | 신정 VS 구정      | 특별편      |            |        |

### 19권
다음은 엄마는 단짝친구 19권의 단편 목록이다.
- 2013년 9월 25일 초판 발행
- 월간 파티에 연재되었다.

| 순서 | 제목(부제)                                         | 연재일     | 애니메이션 | 비고 |
| ---- | -------------------------------------------------- | ---------- | ---------- | ---- |
| 1    | '엄마 말씀을 잘 들으면 자다가도 떡이 생긴다'…? (1) | 2012년 3월 | 3-9A       |      |
| 2    | '엄마 말씀을 잘 들으면 자다가도 떡이 생긴다'…? (2) | 2013년 4월 | 3-9A       |      |
| 3    | 인기투표                                           | 2013년 4월 | 3-10A      |      |
| 4    | 자두와 미미가 똑같아요?                            | 2013년 5월 |            |      |
| 5    | 떡볶이 전쟁                                        | 2013년 5월 |            |      |
| 6    | 환경 미화는 '십시일반'으로~!!                      | 2013년 6월 |            |      |
| 7    | 한입만!                                            | 2013년 7월 |            |      |
| 8    | 월요병 탈출기                                      | 2013년 8월 |            |      |
| 9    | 친절한 호돌 씨                                     | 2013년 7월 |            |      |
| 10   | 키 컸으면…!!                                       | 2013년 8월 |            |      |

### 20권
다음은 엄마는 단짝친구 20권의 단편 목록이다.
- 2014년 3월 25일 초판 발행
- 월간 파티에 연재되었다.
- 시즌 3에서 '곤충 채집'이 애니메이션화되었다.
- 시즌 1의 '천국 노래자랑'이 만화화되었다.

| 순서 | 제목(부제)                 | 연재일      | 애니메이션 | 비고   |
| ---- | -------------------------- | ----------- | ---------- | ------ |
| 1    | 내 미래의 신랑감은 누구?   | 2013년 9월  | 3-13B      |        |
| 2    | 엄마, 또다시 아르바이트!!  | 2013년 9월  |            |        |
| 3    | 딱 걸렸어!                 | 2013년 10월 |            | [ 39 ] |
| 4    | 자두 켈러와 미자 설리번    | 2013년 10월 |            |        |
| 5    | 곤충채집                   | 2013년 11월 | 3-1B       |        |
| 6    | 배가본드(Vagavond): 방랑자 | 2013년 12월 |            |        |
| 7    | 시작이 반이다!             | 2014년 1월  |            |        |
| 8    | 폭풍의 노래자랑 대회(1)    | 2014년 1월  | 1-8A       |        |
| 9    | 폭풍의 노래자랑 대회(2)    | 2014년 2월  | 1-8A       |        |
| 10   | 나의 마니또는 누구?        | 2014년 3월  | 2-15A      |        |
| 11   | WOULD YOU LIKE '떡볶이'…?  | 특별편      |            |        |

### 21권
다음은 엄마는 단짝친구 21권의 단편 목록이다.
- 2014년 11월 25일 초판 발행
- 월간 파티에 연재되었다.
- 시즌 3에서 '즐거운 우리 집'이 애니메이션화되었다.

| 순서 | 제목(부제)                    | 연재일     | 애니메이션 | 비고 |
| ---- | ----------------------------- | ---------- | ---------- | ---- |
| 1    | 청개구리의 봄                 | 2014년 4월 | 3-4A       |      |
| 2    | 말썽왕국 (부제: Broken)       | 2014년 4월 | 3-3B       |      |
| 3    | 우사인 볼트처럼!              | 2014년 5월 |            |      |
| 4    | 내 방이 필요해!               | 2014년 5월 | 3-7B       |      |
| 5    | 귀여운 것이 좋아?             | 2014년 6월 |            |      |
| 6    | 아빠 VS 자두                  | 2014년 6월 |            |      |
| 7    | 24시간이 모자라…              | 2014년 7월 |            |      |
| 8    | 민들레 홀씨처럼…              | 2014년 7월 |            |      |
| 9    | 목이 삐끗!                    | 2014년 8월 |            |      |
| 10   | 아빠의 여자친구를 소개합니다! | 2014년 9월 |            |      |
| 11   | HOME SWEET HOME♡              | 2014년 9월 | 3-2B       |      |

### 22권
다음은 엄마는 단짝친구 22권의 단편 목록이다.
- 2015년 6월 25일 초판 발행
- 월간 파티에 연재되었다.

| 순서 | 제목(부제)                | 연재일      | 애니메이션 | 비고 |
| ---- | ------------------------- | ----------- | ---------- | ---- |
| 1    | 최고의 복수               | 2014년 10월 |            |      |
| 2    | 늦더위 사냥               | 2014년 11월 |            |      |
| 3    | 개와 고양이의 우정        | 2014년 11월 |            |      |
| 4    | 당신이…하지 못하는 이유   | 2014년 12월 |            |      |
| 5    | 나도 걸 스카우트!         | 2015년 1월  |            |      |
| 6    | 남자의 계절               | 2014년 12월 |            |      |
| 7    | 가족의 창피한 비밀        | 2015년 2월  |            |      |
| 8    | 내 사랑 순대♡             | 2015년 2월  |            |      |
| 9    | 크리스마스는 친구와 함께♡ | 2015년 1월  |            |      |
| 10   | 아빠의 금연(1)            | 2015년 3월  |            |      |
| 11   | 아빠의 금연(2)            | 2015년 3월  |            |      |

### 23권
다음은 엄마는 단짝친구 23권의 단편 목록이다.
- 2015년 12월 25일 초판 발행
- 월간 파티에 연재되었다.

| 순서 | 제목(부제)                        | 연재일     | 애니메이션 | 비고 |
| ---- | --------------------------------- | ---------- | ---------- | ---- |
| 1    | 우리 집에 오지 마!                | 2015년 4월 |            |      |
| 2    | 민지 GOT TALENT                   | 2015년 4월 |            |      |
| 3    | 미미의 소꿉놀이                   | 2015년 5월 |            |      |
| 4    | 자두괴담 (부제: 자두가 남자라고?) | 2015년 5월 |            |      |
| 5    | 소금 얻어 오너라~!                | 2015년 6월 |            |      |
| 6    | 착각도 유분수                     | 2015년 7월 |            |      |
| 7    | '왕따'는 안 돼요!                 | 2015년 8월 |            |      |
| 8    | 무서운 것이 좋아                  | 2015년 7월 |            |      |
| 9    | 내 친구 바야바(1)                 | 2015년 9월 |            |      |
| 10   | 내 친구 바야바(2)                 | 2015년 9월 |            |      |
| 11   | 당신의 버릇                       | 2015년 8월 |            |      |

### 24권
다음은 엄마는 단짝친구 24권의 단편 목록이다.
- 2016년 5월 25일 초판 발행
- 월간 파티에 연재되었다.

| 순서 | 제목(부제)                       | 연재일      | 애니메이션 | 비고 |
| ---- | -------------------------------- | ----------- | ---------- | ---- |
| 1    | 침묵의 살인자                    | 2015년 10월 |            |      |
| 2    | 극혐 -> 극호                     | 2015년 10월 |            |      |
| 3    | 엄마는 두 얼굴                   | 2015년 11월 |            |      |
| 4    | 사마귀의 왕자                    | 2015년 11월 |            |      |
| 5    | 우리말을 사랑합시다              | 2015년 12월 |            |      |
| 6    | 엄마는 점쟁이                    | 2016년 1월  |            |      |
| 7    | 도대체 그런 말은 어디서 나왔는지 | 2016년 1월  |            |      |
| 8    | 언니와 나                        | 2016년 2월  |            |      |
| 9    | 웬만해선 그들을 막을 순 없다     | 2016년 2월  |            |      |
| 10   | 몽둥이…어디까지 맞아 봤니…?      | 2016년 3월  |            |      |
| 11   | 그 많던 참치는 누가 다 먹었을까? | 2016년 3월  |            |      |

### 25권
다음은 엄마는 단짝친구 25권의 단편 목록이다.
- 2016년 11월 25일 초판 발행
- 월간 파티에 연재되었다.

| 순서 | 제목(부제)                    | 연재일     | 애니메이션 | 비고 |
| ---- | ----------------------------- | ---------- | ---------- | ---- |
| 1    | 메밀묵~ 찹쌀떡~♬              | 2016년 4월 |            |      |
| 2    | 밸런타인데이에는 꼴뚜기 젓갈♥ | 2016년 4월 |            |      |
| 3    | 땅거지의 법칙                 | 2016년 5월 |            |      |
| 4    | 너 혈액형이 뭐야?             | 2016년 5월 |            |      |
| 5    | 아들과 딸                     | 2016년 6월 |            |      |
| 6    | 아빠 VS 자두                  | 2016년 6월 |            |      |
| 7    | 24시간이 모자라…              | 2016년 7월 |            |      |
| 8    | 민들레 홀씨처럼…              | 2016년 7월 |            |      |
| 9    | 기싱 꿍 꼬또~ (귀신 꿈 꿨어~) | 2016년 9월 |            |      |
| 10   | 아끼다 X 된다                 | 2016년 9월 |            |      |

### 26권
다음은 엄마는 단짝친구 26권의 단편 목록이다.
- 2017년 4월 25일 초판 발행
- 월간 파티에 연재되었다.

| 순서 | 제목(부제)                        | 연재일      | 애니메이션 | 비고 |
| ---- | --------------------------------- | ----------- | ---------- | ---- |
| 1    | 잘 키운 딸 하나 열 아들 안 부럽다 | 2016년 10월 |            |      |
| 2    | 하늘에서 송충이가 내려온다면      | 2016년 11월 |            |      |
| 3    | 환상의 여동생 (1)                 | 2016년 12월 |            |      |
| 4    | 환상의 여동생 (2)                 | 2016년 12월 |            |      |
| 5    | 아빠는 비밀 요리사                | 2016년 11월 |            |      |
| 6    | 들장미 소녀 민지                  | 2017년 1월  |            |      |
| 7    | 겨울 냄새                         | 2017년 1월  |            |      |
| 8    | 딸기와 크레파스 (1)               | 2017년 2월  |            |      |
| 9    | 딸기와 크레파스 (2)               | 2017년 3월  |            |      |
| 10   | 성탄제                            | 2017년 2월  |            |      |

### 27권
다음은 엄마는 단짝친구 27권의 단편 목록이다.
- 2017년 10월 25일 초판 발행
- 월간 파티에 연재되었다.

| 순서 | 제목(부제)             | 연재일     | 애니메이션 | 비고 |
| ---- | ---------------------- | ---------- | ---------- | ---- |
| 1    | 설날의 복수            | 2017년 4월 |            |      |
| 2    | 나는 자연인이다        | 2017년 6월 |            |      |
| 3    | 월척의 꿈 (1)          | 2017년 6월 |            |      |
| 4    | 월척의 꿈 (2)          | 2017년 7월 |            |      |
| 5    | 돌돌아~ 살 좀 빼자     | 2017년 3월 |            |      |
| 6    | 나비 효과 (1)          | 2017년 5월 |            |      |
| 7    | 나비 효과 (2)          | 2017년 5월 |            |      |
| 8    | 취미는 우표 수집       | 2017년 7월 |            |      |
| 9    | 달마산에서 생긴 일 (1) | 2017년 8월 |            |      |
| 10   | 달마산에서 생긴 일 (2) | 2017년 8월 |            |      |

### 28권
다음은 엄마는 단짝친구 28권의 단편 목록이다.
- 2018년 2월 25일 초판 발행
- 월간 파티에 연재되었다

| 순서 | 제목(부제)              | 연재일      | 애니메이션 | 비고 |
| ---- | ----------------------- | ----------- | ---------- | ---- |
| 1    | 엄마가 잠 못 드는 이유  | 2017년 9월  |            |      |
| 2    | 배신의 조별과제         | 2017년 9월  |            |      |
| 3    | 더위를 피하는 방법      | 2017년 10월 |            |      |
| 4    | 또 하나의 우정          | 2017년 10월 |            |      |
| 5    | 악마의 재능             | 2017년 11월 |            |      |
| 6    | 우리 삼촌은 철벽남      | 2017년 11월 |            |      |
| 7    | 마지막 잎새 (1)         | 2017년 12월 |            |      |
| 8    | 마지막 잎새 (2)         | 2018년 1월  |            |      |
| 9    | 귀여운 도둑 ♡ 예쁜 도둑 | 2018년 1월  |            |      |
| 10   | 가난 배틀               | 2018년 2월  |            |      |

### 29권
다음은 엄마는 단짝친구 29권의 단편 목록이다.
- 2018년 ?월 ??일 초판 발행
- 월간 파티에 연재되었다.

| 순서 | 제목(부제) | 연재일    | 애니메이션 | 비고 |
| ---- | ---------- | --------- | ---------- | ---- |
| 1    |            | 2018년 월 |            |      |
| 2    |            | 2018년 월 |            |      |
| 3    |            | 2018년 월 |            |      |
| 4    |            | 2018년 월 |            |      |
| 5    |            | 2018년 월 |            |      |
| 6    |            | 2018년 월 |            |      |
| 7    |            | 2018년 월 |            |      |
| 8    |            | 2018년 월 |            |      |
| 9    |            | 2018년 월 |            |      |
| 10   |            | 2018년 월 |            |      |

## 애니메이션

### SBS시즌 1
- SBS에서 2011년에 방영한 안녕 자두야로서 2012년 9월 중 새로운 이야기들이 방영될 예정이므로 편의상 시즌 1으로 표기했다.

- 원작란의 O는 원작과는 아무런 관련성이 없는 애니메이션 오리지널 에피소드라는 뜻이다.

| 회차 | 방송일   | 순서 | 부제                         | 원작                                                | 비고                |
| ---- | -------- | ---- | ---------------------------- | --------------------------------------------------- | ------------------- |
| 1화  | 7월 18일 | A    | 내 이름은 최자두             | O                                                   |                     |
| 1화  | 7월 18일 | B    | 엄마 VS 아빠                 | 엄마 VS 아빠(10-5)                                  | [ 25 ]              |
| 2화  | 7월 19일 | A    | 자두가 좋아!                 | 장발장의 첫사랑(후편)(2-5)                          | [ 9 ]               |
| 2화  | 7월 19일 | B    | 내가 도둑이라고?             | 내가 도둑이라고~?(5-12)                             |                     |
| 3화  | 7월 25일 | A    | 우리 딸이 최고!              | 축구를 합시다!(7-9)                                 | [ 18 ]              |
| 3화  | 7월 25일 | B    | 엄마의 사과                  | 엄마의 사과(13-4)                                   | [ 29 ]              |
| 4화  | 7월 26일 | A    | 좋으면 좋다고 말해           | (1-2,1-8,7-7)                                       | [ 2 ] [ 4 ] [ 17 ]  |
| 4화  | 7월 26일 | B    | 나의 프라이버시를 지켜 줘    | 엄마! 내 '프라이버시'를 지켜 주세요!!(14-5)         | [ 32 ]              |
| 5화  | 8월 1일  | A    | 자매 전쟁!                   | (1-14,9-11,12-5)                                    | [ 8 ] [ 22 ] [ 27 ] |
| 5화  | 8월 1일  | B    | 엄마 없는 하늘 아래!         | 엄마 없는 하늘 아래…(1,2)(6-4,6-5)                  | [ 15 ]              |
| 6화  | 8월 2일  | A    | 자두! 할머니댁에 가다        | 외할머니댁에 가다(1,2)(1-12,1-13)                   | [ 6 ] [ 7 ]         |
| 6화  | 8월 2일  | B    | 나와 함께 춤을!              | O                                                   |                     |
| 7화  | 8월 8일  | A    | 자두와 병아리!               | 엄마와 병아리(10-3)                                 | [ 24 ]              |
| 7화  | 8월 8일  | B    | 엄마와 자두의 한판승!        | O                                                   |                     |
| 8화  | 8월 9일  | A    | 천국 노래자랑!               | 폭풍의 노래자랑대회(20-8,20-9)                      |                     |
| 8화  | 8월 9일  | B    | 내 친구 매미!                | 내 친구 매미(4-12)                                  | [ 11 ]              |
| 9화  | 8월 16일 | A    | 아빠, 사고 치다!             | 아빠! 사고치다!!(3-2)                               |                     |
| 9화  | 8월 16일 | B    | 남들 다하는 과외!            | 남들 다 하는 과외(?)(10-12)                         |                     |
| 10화 | 8월 16일 | A    | 공포특집                     | O                                                   |                     |
| 10화 | 8월 16일 | B    | 착해지긴 힘들어              | 착해지긴 너무 힘들어~(4-1)                          |                     |
| 11화 | 8월 22일 | A    | 예뻐지고 싶어                | 보조개가 갖고 싶어♡(11-3)                           | [ 26 ] [ 40 ]       |
| 11화 | 8월 22일 | B    | 자두 춘향이가 된 사연        | 자두가 춘향이 된 사연은?(10-8)                      |                     |
| 12화 | 8월 23일 | A    | 게임 중독                    | 자두…게임 폐인 되다!!(10-2)                         | [ 23 ]              |
| 12화 | 8월 23일 | B    | 엄마의 빈자리!               | 엄마의 빈자리(1-11)                                 | [ 5 ]               |
| 13화 | 8월 29일 | A    | 발렌타인 초콜릿은 누구에게   | 밸런타인 초콜렛은 누구에게로?(11-9)                 |                     |
| 13화 | 8월 29일 | B    | 나도 오빠가 있었으면 좋겠다  | 나도 오빠가 있었으면 좋겠다(14-11)                  | [ 33 ]              |
| 14화 | 9월 5일  | A    | 골드레인저                   | O                                                   |                     |
| 14화 | 9월 5일  | B    | 삼각 관계                    | 삼각관계(1,2)(14-1,14-2)                            | [ 31 ]              |
| 15화 | 9월 19일 | A    | 미미의 봄                    | 미미의 봄!(8-4)                                     |                     |
| 15화 | 9월 19일 | B    | 골드레인저 자두!             | O                                                   |                     |
| 16화 | 9월 20일 | A    | 그런 슬픈 눈으로 보지 말아요 | 그런 슬픈 눈으로 나를 보지 말아요(上,下)(3-10,3-11) | [ 10 ]              |
| 16화 | 9월 20일 | B    | 할머니는 무서워              | 이번엔 할머니?!!(7-6)                               | [ 16 ]              |
| 17화 | 9월 27일 | A    | 성탄절 연극 소동!            | 성탄절 연극 소동(13-11)                             |                     |
| 17화 | 9월 27일 | B    | 예삐를 찾아라                | O                                                   |                     |
| 18화 | 9월 27일 | A    | 선생님 돌아오세요            | 선생님! 빨리 돌아오세요~(5-8)                       | [ 14 ]              |
| 18화 | 9월 27일 | B    | 기묘한 이야기!               | 기묘한 이야기(13-9,13-10)                           | [ 30 ]              |
| 19화 | 10월 4일 | A    | 최고의 선물!                 | 최고의 선물(10-1)                                   |                     |
| 19화 | 10월 4일 | B    | 더러운 거 싫어               | 연탄가게 아가씨(11-11)                              |                     |
| 20화 | 10월 4일 | A    | 엄마 안녕!(1)                | 엄마… 안녕…!!(1)(13-2)                              |                     |
| 20화 | 10월 4일 | B    | 엄마 안녕!(2)                | 엄마… 안녕…!!(2)(13-3)                              |                     |

## 참고
1. ↑  생활계획표 관련 부분은 앞부분에만 나온다
2. 1 2  애니메이션 4화 A편(전편)에 원작의 목욕탕 관련 이야기가 들어가 있다.
3. ↑  2-11B와 제목은 같으나 내용은 다르다.
4. 1 2  애니메이션 4화 A편(전편)은 원작과는 제목과 이윤석이 자두를 괴롭힌다는 내용만 같을뿐 세부 내용은(이윤석이 자두를 어떻게 괴롭히는지도 포함)다르다.
5. 1 2  애니메이션 12화 B편(후편)은 원작과는 후반부의 내용이 살짝 다르다.
6. 1 2  애니메이션 6화 A편(전편)은 원작과 달리 기찻길 관련 내용이 없다.
7. 1 2  원작에서는 푸세식 화장실에,애니메이션 6화 A편(전편)에서는 물웅덩이에 자두가 빠졌다는 내용을 빼면 동일하다.
8. 1 2  애니메이션 5화 A편(전편)은 원작과는 자매가 서로 싸우는 것(무엇으로 인해 싸우는지도 다르다)과 최후반부에 누가,왜 미미를 놀리는지에 대한 것을 빼면 완전히 다르다.
9. 1 2  애니메이션 2화 A편(전편)은 원작과는 백혈병에 대한 언급을 빼면 완전히 다르다.
10. 1 2  애니메이션 16화 A편(전편)과 원작은 자두가 어떻게 정씨를 만났는지가 다르고,원작과 달리 선교사 관련 내용이 없다.
11. 1 2  애니메이션 8화 B편(후편)과 원작은 초반부에 민지가 이사왔다는 것을 빼면 완전히 다르다.
12. ↑  딸기의 꿈이 작중 초반부에 나온다.
13. ↑  애니메이션에서는 자두가 계주에서 일부로 넘어져 2등이 된후 상품으로 스카이콩콩을 받는다
14. 1 2  애니메이션 18화 A편(전편)은 교장,원작은 교감이며 원작과 달리 애니메이션에서는 선생님이 왜 한 달간 쉬었는가에 대한 언급이 없다. 또한 초반부와 후반부가 둘 다 완전히 다르다.
15. 1 2  애니메이션 5화 B편(후편)과 원작은 자두가 어떻게 서울에 가는지와 그 동안 외할머니가 호되게 한 이유를 어떻게 알게 되는지가 다르다.
16. 1 2  원작과는 중반부에 할머니가 TV를 끈다는 것만 동일하다.
17. 1 2  애니메이션 4화 A편(전편)에 자두가 숲 속에서 일을 보는 중 이윤석이 목격한 장면이 들어갔다.
18. 1 2  애니메이션 3화 A편(전편)과 원작은 초반부가 서로 다르다는 것을 빼면 동일하다.
19. ↑  새 학기 전날 목욕탕에 간 내용이 초반부에 나온다.
20. ↑  이를 잡기 위해 머리를 깎는 장면이 애니메이션 초반에 나온다.
21. ↑  단행본의 오타로 실제로는 12화이다.
22. 1 2  애니메이션 5화 A편(전편)에서 원작의 미미가 오줌을 싸게 된 이유에 대해서만 가져왔다.
23. 1 2  애니메이션 12화 A편(전편)과는 원작 후반부의 이야기만 동일하다.
24. 1 2  애니메이션 7화 A편(전편)과는 원작 초반부의 이야기만 동일하다.
25. 1 2  애니메이션 1화 B편(후편)과는 원작 중반부의 이야기만 동일하다.
26. 1 2  애니메이션 11화 A편(전편)과 원작은 보조개를 찌른다는 이야기만 동일하다(무엇으로 찌르는지도 다르다).
27. 1 2  애니메이션 5화 A편(전편)과 원작은 무엇으로 인해 싸우는지(그것도 두 작품이 서로 다르다)에 대한 이야기만 동일하다.
28. ↑  현금동자 편의 뒷부분만 해당.
29. 1 2  애니메이션 3화 B편(후편)과 원작은 후반부 이야기만 동일하다(다만 원작은 트럭에서 떨어진 사과,애니메이션판은 떨이 사과이다).
30. 1 2  애니메이션 18화 B편(후편)과 원작은 어떠한 기도를 했는지,누가 귀신을 물리쳤는지가 다르며,애니메이션판은 귀신을 물리친 사람이 이후 어떻게 되었는지에 대한 언급이 없다.
31. 1 2  애니메이션 14화 B편(후편)과 원작은 자두와 민지가 어떻게 화해했는지가 다르다.
32. 1 2  애니메이션 4화 B편(후편)과 원작은 중반부의 이야기만 동일하다.
33. 1 2  애니메이션 13화 B편(후편)과 원작은 초반부의 이야기만 동일하다.
34. ↑  연재 세 달 전인 2010년 8월 8일에 이빈씨의 어머니가 돌아가셨기 때문에 작가가 자신의 어머니를 추모하는 일환에서 나오게 된 이야기로 보인다(물론 작중에서는 겉으로 드러내지는 않았다).
35. ↑  애니메이션에서는 우정의 방해자로 나온다.
36. ↑  애니메이션에서는 우정의 방해자로 나온다.
37. ↑  작중 거울의 흑석동 제일교회는 실존하는 곳이다.
38. ↑  작중 자두와 민지의 모습이 단행본 겉표지와 같다.
39. ↑  작중 돌돌이가 들고 있는 만화잡지는 육영재단에서 나온 보물섬 창간호이다.
40. ↑  작중 성차별적 고정관념을 조장하는 장면이 담긴 부분이 방영되었고, 이 부분에 대해서는 방송통신심의위원회가 제재 조치한 것은 정당하다는 법원 판단이 나왔다.“여자 얼굴이 그게 뭐냐” 10년 전 만화라도···법원 “성차별적 내용, 제재 정당” - 2022년 8월 23일, 경향신문